# Erik Ragnar Svensson

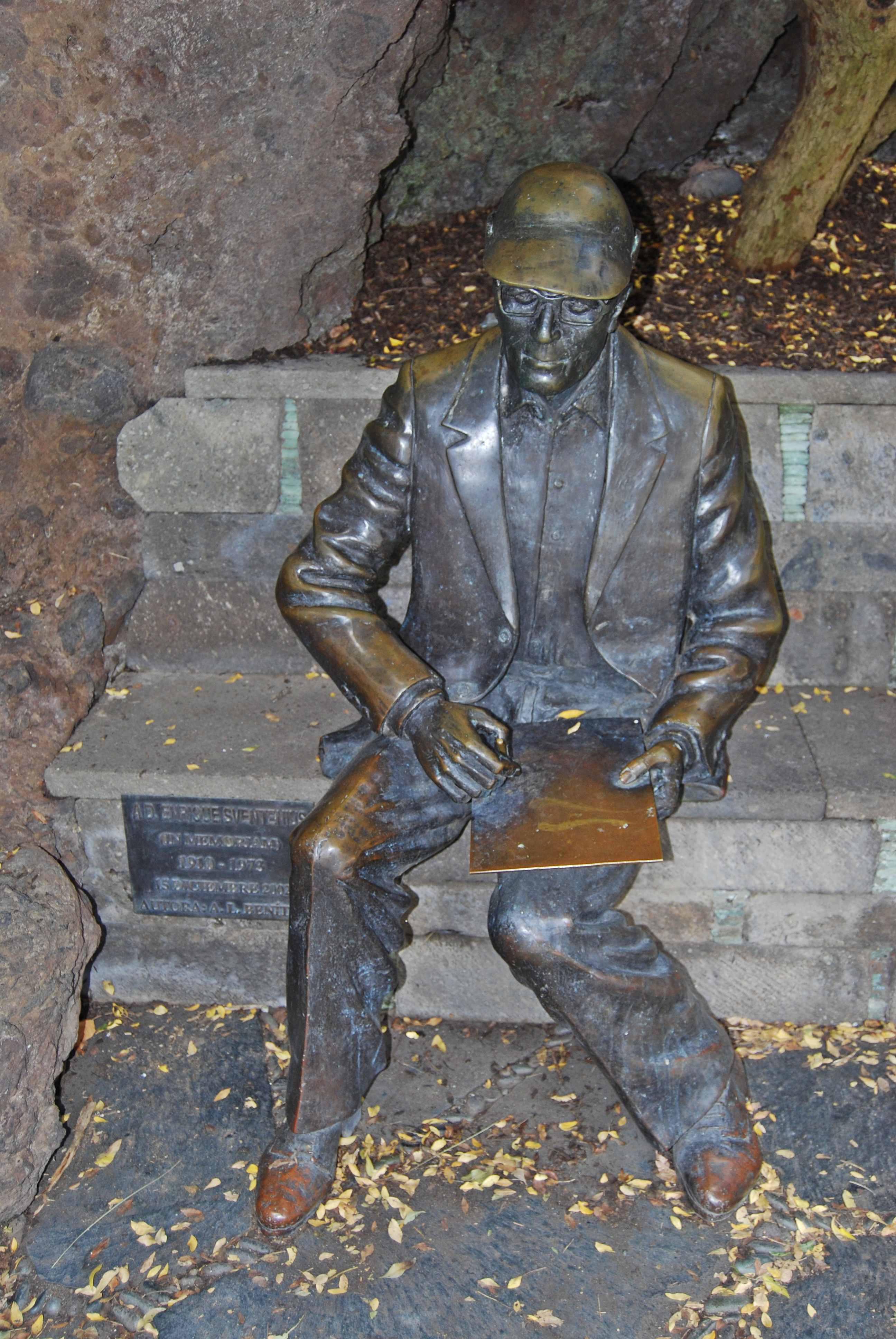
Statue von Erik Ragnar Svensson im Jardín Botánico Canario Viera y Clavijo

Ericus Ragnar Sventenius, eigentlich die latinisierte Form von Erik Ragnar Svensson, Vorname oft fälschlich Eric Ragnor, Erich, oder Enrico, (* 10. Oktober 1910 in Skirö, Schweden; † 23. Juni 1973 in Tafira auf Gran Canaria, Spanien) war ein schwedisch-spanischer Botaniker. Er ist der Gründer des Botanischen Gartens Jardín Botánico Canario Viera y Clavijo auf Gran Canaria. Sein offizielles botanisches Autorenkürzel lautet „Svent.“

## Leben und Werk
Erik Ragnar Svensson wurde am 10. Oktober 1910 als Sohn von Sven Alfred Svensson in dem kleinen südschwedischen Dorf Skirö, das zur Gemeinde Vetlanda in der Provinz Jönköpings län gehört, geboren.
Nach seiner Jugendzeit und Berufsausbildung in Schweden studierte er Botanik an verschiedenen europäischen Universitäten. In Spanien lernt er im Botanischen Garten Marimurtra in Blanes bei Barcelona, der 1920 von dem Deutschen Karl Faust als erster Botanischer Garten von Katalonien gegründet worden war. Dort befreundete er sich mit dem Abt Mitrado de Montserrat, der ein großer Pflanzenliebhaber war. 1931 kam Sventenius auf die Kanarischen Inseln, auf denen er über Jahrzehnte blieb.
Während seines Aufenthaltes durchkämmte er systematisch die überreiche Vielfalt der Flora jeder einzelnen Insel auf der Suche nach noch nicht bekannten Pflanzen. Ebenso intensiv vertiefte er sich zu diesem Zweck in die über die Inseln vorhandenen, jedoch lange in Vergessenheit geratenen, botanischen Abhandlungen früherer Naturforscher.
Sein Lebensziel und Lebenswerk aber war, einen Botanischen Garten nicht wie in Teneriffa für Pflanzen aus aller Welt, sondern speziell zur Darstellung, zur weiteren Erforschung und zur Erhaltung der einmaligen endemischen Pflanzenwelt der Kanaren zu schaffen. Möglichst alle Arten der Inseln sollten zur Erleichterung der Forschung an einem Ort zusammengefasst sein.
1943 besichtigte er den seit 1788 bestehenden Botanischen Garten „Jardín de aclimatación de La Orotava“ auf Teneriffa. Er ist so fasziniert, dass er sich in der Folge wissenschaftlich mit dessen Pflanzenbestand befasste, seit 1952 vom Landwirtschaftsministerium mit der Leitung des Gartens beauftragt. Zunächst plante sogar eine Erweiterung und erwarb auch schon ein Grundstück dafür. Das Projekt scheiterte jedoch, angeblich auch aufgrund des Misstrauens der örtlichen Bevölkerung.
Nachdem Vertreter der örtliche Regierung Gran Canarias seine Arbeit kennenlernten, auf ihn zukamen und ihm mehr Vertrauen entgegenbrachten, startete er einen zweiten Versuch und legte ab 1952 seinen neuen großen Botanischen Garten auf Gran Canaria an. Sventenius hatte die Insel gründlich nach dem geeignetsten Standort durchsucht, der den Lebensbedingungen möglichst vieler Pflanzen entsprechen sollte. Nach längerer Suche entschied er sich für einen spektakulären Standort an einem Steilhang des Barranco de Guiniguada in der Nähe von Tafira, mit Wasserfällen und natürlichen Felsenhöhlen. 1959 wurde der Garten, der heute auch kurz „Jardín Canario“ genannt wird, mit Sventenius als seinem ersten Direktor eröffnet. Er nennt ihn zu Ehren von José Viera y Clavijo, der dies schon 200 Jahre vorher versucht hatte, „Jardín Botánico Viera y Clavijo“.
Es sind dort in terrassenförmig angelegten Beeten Pflanzen fast aller Regionen der Kanarischen Inseln zu sehen, mit Ausnahme der Pflanzen der höchsten Gebirgsregionen. Die Standorte und die Vergesellschaftung der Pflanzen sind, möglichst getreu den natürlichen Standortbedingungen nachgebildet, in Lebensgemeinschaften gepflanzt. Der Garten enthält mehrere hundert dieser vom Aussterben bedrohten endemischen Arten. In späterer Zeit wurde auch eine Abteilung mit mehr als 2000 Sukkulenten aus aller Welt hinzugefügt. Der „Jardín Botánico Viera y Clavijo“ ist heute mit ca. 5000 verschiedenen Arten auf 27 ha Fläche der größte und artenreichste Botanische Garten Spaniens.
Sventenius war korrespondierendes Mitglied der spanischen Königlichen Akademie der Naturwissenschaften, Mitglied der International Organization for Succulent Plant Study (IOS) in Zürich, sowie Ordentliches Mitglied der International Organisation of Vegetal Taxonomy in Utrecht, Niederlande.
Am 23. Juni 1973 starb Sventenius, der inzwischen die spanische Staatsbürgerschaft angenommen hatte, bei einem Verkehrsunfall in der Nähe des Botanischen Gartens. Sein Nachfolger wurde 1974 Dr. David Bramwell.

## Ehrungen
Nach ihm benannt ist die Pflanzengattung Sventenia Fant Quer aus der Familie der Korbblütler (Asteraceae).

### Sekundärliteratur über Sventenius
- G. Kunkel: In memoriam Eric R.S. Sventenius, 1910-1973, in: Cuadernos de botánica canaria; 18/19, p. 1–4, 1973. (enthält ein Werkeverzeichnis)
- Antonio G. González: La botánica, Sventenius y yo, La Laguna: Centro de la Cultura Popular Canaria, 2001, ISBN 84-7926-326-1 (spanisch)
- Alfonso Luezas Hernández u. a.: Jardín Botánico Canario „Viera y Clavijo“. Guía del Jardín Botánico Canario Viera y Clavijo, Madrid: Rueda, D.L. 1997

### Veröffentlichungen von Sventenius
(Auswahl)
- Gerhard Benl, Eric R. Sventenius: Beiträge zur Kenntnis der Pteridophyten-Vegetation und -Flora in der Kanarischen Westprovinz (Tenerife, La Palma, Gomera, Hierro) (aus: Nova Hedwigia 20, S. 413–462, 1970), Lehre: Cramer Vlg., 1970
- E. R. Sventenius et D. Bramwell: Acta phytotaxonomica Barcinonensia; Vol. 7; Heywoodiella genus novum, NBarcelona: Dep. de Botánica, Fac. de Ciencias, Autonome Universität Barcelona, 1971
- G. Kunkel y Sventenius: Los Tiles de Moya. Enumeración florística y datos sobre el futuro parque natural, (Cuadernos de Botánica Canaria, 14/15: 71–89), Las Palmas de Gran Canaria, 1972
- Ericus R. Sventenius: Additamentum ad floram Canariensem, Matriti: Agronomiarum investigationem nationale hispanicum Inst. (Instituto nacional de investigaciones agronomicas), 1960
- Plantae macaronesiensis novae vel minus cognitae, in: Index Seminum Horti Acclimatationis Plantarum Arautapensi, 1968
- Ericus R. Sventenius, Instituto Nacional de Investigaciones Agrarias, Centro de las Islas Canarias (Hrsg.): Notas sobre la flora de las Cañadas de Tenerife, (Cuaderno/INIA; 78), p. 149–171, Madrid: Instituto Nacional de Investigaciones Agrarias, Centro de las Islas Canarias, 1946
- Ericus R. Sventenius, Instituto Nacional de Investigaciones Agrarias (España) (Hrsg.): Contribución al conocimiento de la flora canaria, (Cuaderno/INIA; 79), p. 176–194, Madrid: Instituto Nacional de Investigaciones Agrarias, Centro de las Islas Canarias, 1946
- Ericus R. Sventenius, Instituto Nacional de Investigaciones Agrarias, Centro de las Islas Canarias (Hrsg.): Plantas nuevas o poco conocidas de Tenerife, (Cuaderno/INIA; 111), p. 22–33, Madrid: Instituto Nacional de Investigaciones Agrarias, Centro de las Islas Canarias, 1949
- Ericus R. Sventenius, Instituto Nacional de Investigaciones Agrarias, Centro de las Islas Canarias (Hrsg.): Specilegium canariense III, (Cuaderno/INIA; 125), Madrid: Instituto Nacional de Investigaciones Agrarias, Centro de las Islas Canarias, 1950